# المكتبة العالمية لطب النساء
المكتبة العالمية لطب النساء هي مكتبة مرجعية مجانية وعامة على الإنترنت تم إطلاقها في 20 نوفمبر 2008. هدفها هو تقديم دعم خبير لأطباء التوليد وأمراض النساء والمتخصصين في الصحة الإنجابية. يساهم في هذا الموقع أكثر من 750 متخصصًا وتتمثل الميزة الرئيسية في 446 فصلًا مخصصًا بشكل خاص لمعظم جوانب الطب النسائي، ويتم مراجعتها وتحديثها باستمرار. كما يتضمن الموقع قسما عن الاختبارات المعملية، ومكتبة فيديو للإجراءات الجراحية، ومجموعة من أطالس الألوان للطب البصري، ومحاضرات، وأقسام عن الأمومة الآمنة والحقوق الإنجابية للمرأة. هناك أيضًا خيارًا تفاعليًا يسمح للأخصائيين بتقديم تعليقاتهم الخاصة لمراجعة الزملاء. رئيس التحرير هو سابارتنام ارولكومارن، الذي خلف جون سكيرا (كلية فاينبيرج للطب، جامعة نورث وسترن).
تم اعتماد موقع الويب ليكون «متوافقًا بالكامل مع معيار HONcode للمعلومات الصحية الموثوق بها» من قِبل Health On the Foundation.